# M1917RSC半自动步枪
M1917式RSC半自动步枪（法語：Fusil Automatique Modèle 1917，别名RSC M1917）是一种半自动氣動式军用步枪，於第一次世界大戰末期（1918年）装备法國军隊，使用当时法军制式8×50mm勒贝尔弹。在1918年11月，RSC M1917停止生产时，该步枪一共产出86,000支，但现今存留的RSC M1917已寥寥无几，而且尽为收藏家所有。

## 背景与设计
M1917步枪的设计缘由可以追溯到法军早期对半自动步枪的實驗，他们在一战前就想用一种更加可靠的步枪来替代原有武器。1913年间，法国陆军采用了一种半自动步枪的设计，以取代勒贝尔步枪和布蒂尔步枪。事实上，在1910年时，法军暂时性的选择了采用槍管長行程後座作用技术的缪尼尔步枪，以之取代勒贝尔步枪。但在新步枪使用什么弹药的问题上，耽搁了很多时间，最后终于决定使用强劲的7×57mm无底缘弹。在1916年，只造出了1013把缪尼尔步枪，其中只有300把被送往战壕前线试用。这批步枪广受好评，但其所用弹药特殊却是一个很大的问题。
Mle. 1917 RSC（利贝罗勒（Ribeyrolles）、萨特（Sutter）、绍沙（Chauchat）的首字母缩写组合）在1916年5月正式被法军采用，并在1918年11月交货86000只。相对缪尼尔步枪来说，这种步枪的制造经费及价格更便宜，这是因为它使用了当时已有的勒贝尔步枪的组件，具体包括枪管、枪托、护木、护木锁环和扳机护圈。除此之外，它使用的弹药也是标准的8×50mm勒贝尔弹，并使用特殊的5发漏匣供弹。Mle. 1917 RSC采用氣動式配合轉拴式槍栓，导气孔的位置则跟后来出现的M1加兰德步枪一样，都在枪管下方、靠近枪口的地方。1918年时Mle 1917就在法军内大量的装备了。虽说如此，法军却不是很喜欢它，军人们认为它太重、太长，因此也不容易在战壕内储存和操作。对此步枪来说，最坏的一点在于，导气孔的直径实在太小了。这导致在每次发射后，导气孔都会积累更多的碳，结果导致推动枪机的力越来越小。因此，解决的办法是，在每100发的射击后，就以去除枪管下的黄铜螺钉的办法，取出导气管，然后清理导气孔。此外，专门给Mle. 1917的漏匣也不够坚硬。
在进行一系列大的改动后，法军在1918年采用Mle 1917 RSC的改进版Mle 1918 RSC，以于1919年初替代配备的所有的步枪，与Mle 1917 RSC不同的是，M1918更轻、更短，Mle 1917 RSC所有的缺点也都得到解决。另外，Mle 1918 RSC采用了更耐用的布蒂尔步枪用5发漏匣，并以之取代了原来专用的漏匣。M1918亦改进了导气管的固定方式，使导气管更易被取下。M1918还增加了一项功能，名叫空仓挂机，即在机匣的右边，设置一个空仓挂机装置，使枪械在5发漏匣打空后，能自动挂机。而且相比之下，Mle 1918 RSC的精度也比勒贝尔步枪和Mle 1917 RSC更好。在1918年11月后，Mle 1918 RSC的生产才正式开始，但最终只造了4,000把，不过大部分都在1921-1926年的第二次摩洛哥战争得到测试，并且证明此枪工作正常。

## 博物馆展品
M1917 RSC和缪尼尔步枪皆为位于法国巴黎荣誉军人院的法兰西军事博物馆所收藏，并作为一战（1914-1918）武器、制服与设备类展品展出。在美国，阿伯丁试验场的公共博物馆、西点军校博物馆与美国步枪协会博物馆都收藏了状态良好的M1917 RSC样品。而对于更为稀有的M1918 RSC，现今仍无任何博物馆公开展出之。